# Хухлов, Михаил Николаевич
Михаи́л Никола́евич Хухло́в (27 ноября 1921, Новая Украинка, Пензенская губерния — 5 ноября 2004, Каменка, Пензенская область) — начальник радиостанции роты связи 9-го батальона связи 568-го стрелкового полка 149-й стрелковой дивизии 65-й армии Центрального фронта, сержант. Герой Советского Союза.

## Биография
Родился 27 ноября 1921 года в посёлке Новая Украинка в крестьянской семье. Окончил начальную школу в селе Фёдоровка Каменского района. Работал трактористом на МТС.
В Красной Армии с мая 1941 года. Участник Великой Отечественной войны с июня 1941 года. Член ВКП(б) с 1945 года. Боевое крещение получил в 29-м учебном танковом полку, затем сражался в рядах 99-й танковой бригады. В декабре 1941 года был ранен, лечился в госпитале в городе Полтава. С января 1943 года воевал в составе батальона связи 568-го стрелкового полка.
Начальник радиостанции роты связи 9-го батальона связи 568-го стрелкового полка сержант Михаил Хухлов в ночь на 16 октября 1943 года в составе роты форсировал реку Днепр в районе деревни Щитцы Лоевского района Гомельской области Белоруссии и в ходе боя на плацдарме обеспечил бесперебойную связь.
Указом Президиума Верховного Совета СССР от 30 октября 1943 года за образцовое выполнение боевых заданий командования и проявленные при этом мужество и героизм сержанту Хухлову Михаилу Николаевичу присвоено звание Героя Советского Союза с вручением ордена Ленина и медали «Золотая Звезда».
С 1944 года воевал в рядах 319-го гвардейского миномётного полка.
В 1946 году гвардии старший сержант Хухлов М. Н. демобилизован. Работал диспетчером транспортного цеха на заводе «Белинсксельмаш» в городе Каменка Пензенской области. Скончался 5 ноября 2004 года. Похоронен в Каменке.
Награждён орденами Ленина, Отечественной войны 1-й степени, Славы 3-й степени, медалями.
В городе Каменка установлен бюст Героя, а на фасаде дома, где он жил, установлена мемориальная доска.